# Shingō
Shingō (新郷村?, Shingō-mura) è un villaggio giapponese della prefettura di Aomori.

## Storia
L'area intorno a Shingō fu controllata dal clan Nambu del dominio di Morioka durante il periodo Edo. Durante la riforma catastale del dopo rinnovamento Meiji del 1º aprile 1889, furono formati il villaggio di Herai e il vicino villaggio di Nozawa. Il 29 luglio 1955, la parte occidentale del villaggio di Nozawa si fuse in Herai, che fu poi ribattezzato Shingō.

## Geografia fisica
Shingō è collocata nella parte centro-meridionale della prefettura di Aomori, ad est del lago Towada. Buona parte del suo territorio è montagnoso e arriva a superare i mille metri di altitudine nei pressi del confine con la prefettura di Akita. Il clima è di tipo marittimo freddo ed è caratterizzato da estati fresche e corte, e da inverni lunghi e freddi con abbondanti precipitazioni nevose.

### Comuni limitrofi
Prefettura di Aomori
- Towada
- Distretto di Sannohe
  - Gonohe
  - Nanbu
  - Sannohe

Prefettura di Akita
- Kazuno

## Cultura

### Istruzione
Shingō ha due scuole elementari pubbliche e due scuole medie pubbliche gestite dal governo del villaggio. Il villaggio non ha una scuola superiore.

## Economia
L'economia di Shingō dipende fortemente dall'agricoltura. Le colture degne di nota includono crisantemo commestibile, igname giapponese e tabacco. Una delle specialità è lo yogurt. Tradizionalmente una zona di allevamento di cavalli, Shingō è anche conosciuta per i suoi allevamenti di bovini.

## Infrastrutture e trasporti

### Ferrovie
- Il villaggio non ha un servizio ferroviario passeggeri.

### Strade
- Strada nazionale 454

## Monumenti e luoghi d'interesse

### Tomba di Gesù Cristo

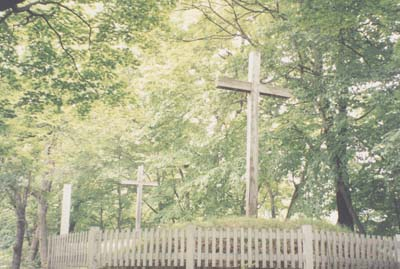
Le due croci che segnalano le presunte tombe di Gesù Cristo e di suo fratello Isukiri.

Al villaggio di Shingō è legata una leggenda secondo la quale la "tomba di Gesù Cristo" (キリストの墓?, Kirisuto no haka) si troverebbe all'interno del villaggio, posta nelle vicinanze della residenza di quelli che sarebbero gli ultimi discendenti diretti di Gesù, la famiglia di Sanjiro Sawaguchi (1897-1969), ma di religione buddista. Secondo la leggenda, infatti, Gesù Cristo non sarebbe morto crocifisso sul Calvario. Il suo posto sarebbe stato preso dal fratello minore Isukiri, mentre Gesù fuggiva attraverso la Siberia fino alla provincia di Mutsu, nel nord del Giappone. Stabilitosi lì, sarebbe diventato un coltivatore di aglio, si sarebbe sposato e avrebbe cresciuto tre figlie in un luogo vicino all'attuale villaggio di Shingō. Si narra inoltre che Gesù avrebbe viaggiato per tutto il Giappone, imparando le nozioni dello shintoismo, prima di morire all'età di 106 anni. Il corpo sarebbe stato posto, scarnificato, su una collina per quattro anni. Secondo le usanza del tempo le ossa di Gesù sarebbero state poi raccolte e sepolte nel tumulo che oggi i locali venerano come la tomba di Gesù Cristo.
Un altro tumulo vicino alla presunta tomba di Gesù si dice contenga un orecchio del fratello e una ciocca di capelli di Maria, la madre di Gesù, le uniche reliquie della sua famiglia che egli poté portare con sé quando fuggì dalla Giudea. Le origini della leggenda risalgono all'anno 1933, dopo il ritrovamento di presunti "antichi e dettagliati documenti ebraici riguardanti la vita e la morte di Gesù in Giappone", ovvero presumibilmente il testamento di Gesù stesso. Questi antichi testi sarebbero stati sequestrati dalle autorità giapponesi e portati a Tokyo poco prima della seconda guerra mondiale, e da allora non se ne sarebbe saputo più nulla.
Il testo in lingua inglese sul cartello che spiega la leggenda della tomba di Cristo recita:
Christ, who escaped the crucifixion, went through the ups and downs of travel, and again came to Japan. He settled right here in what is now called Herai Village, and died at the age of 106.
On this holy ground, there is dedicated a burial mound on the right to deify Christ, and a grave on the left to deify Isukiri.
The above description was given in a testament by Jesus Christ.»
Cristo, sfuggito alla crocifissione, dopo un lungo viaggio tornò nuovamente in Giappone. Si stabilì proprio qui, in quello che ora è chiamato il villaggio di Herai, e vi morì all'età di 106 anni.
Su questa terra santa, un tumulo è dedicato alla memoria e alla venerazione di Cristo, e uno a Isukiri. La descrizione di cui sopra è tratta da un testamento di Gesù Cristo.»

## Nei media

### Manga e anime
- L'episodio 34 della serie anime Le nuove avventure di Lupin III è ambientato in questo villaggio e incentrato sulla leggenda di Cristo.
- La prefettura di Aomori e la presunta tomba di Cristo sono citati nel capitolo 126 della serie manga Billy Bat.